# Digenis Akritas

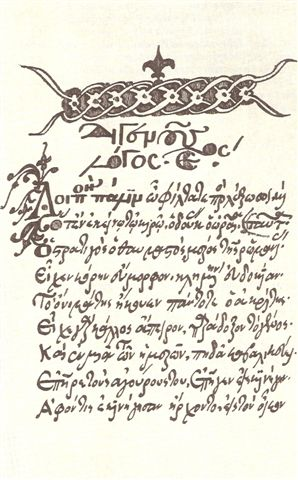
Textseite aus der „Androu-Athenischen“-Handschrift

Digenis Akritas (auch Digenes Akrites oder Akritis; griech. Διγενής Ακρίτας oder Διγενής Ακρίτης oder Έπος του Διγενή Ακρίτη) ist der Titel des wichtigsten byzantinischen Heldenepos. Es gilt als ältestes Zeugnis der mittelgriechischen Literatur und stellt somit die sprachgeschichtliche Verbindung zwischen alt- und neugriechischer Literatur her.

## Allgemeines
Digenis Akritas, Hauptfigur und Namensgeber des Epos, ist ein fiktiver oder jedenfalls mythischer Vertreter der Akriten aus der Zeit des Kaisers Basileios I. (867–886) oder aber Basileios II. (976–1025). Allgemein wird die Zeit der Makedonischen Dynastie als historischer Hintergrund angenommen; gleichwohl bleibt die Historizität der Ereignisse und Gestalten des Epos im Unklaren. Das Gedicht selber ist in Alexandrinern abgefasst und handelt von Leben und Taten des Helden.

## Handlung
Das Epos beginnt mit der Herkunft des Digenis: Sein Vater war Musur, persischer Emir von Syrien, der bei einem Einfall in byzantinisches Territorium die Tochter eines Feldherrn geraubt hatte. Als deren fünf Geschwister den Emir vergeblich darum bitten, ihnen die Schwester zurückzugeben,  kommt es zum Zweikampf zwischen Musur und ihrem jüngsten Bruder, welcher als Sieger hervorgeht. Trotzdem weigert sich der Emir, das Mädchen herauszugeben. Stattdessen heiratet er sie, wird Christ und lässt sich auf byzantinischem Boden nieder. Als er auf Drängen seiner erzürnten Mutter kurzfristig nach Persien zurückkehrt, bekehrt er dort diese ebenso wie seine ganze Familie zum Christentum. Ein Jahr schließlich nach seiner Heirat wird sein Sohn Digenis geboren.
Seit seiner Kindheit zeigt Digenis außergewöhnliche Fähigkeiten und geht bereits früh auf die Jagd: Mit zwölf Jahren hat er bereits zwei Bären und einen Löwen getötet. Als er sich in die Tochter eines Generals verliebt, ihre Eltern eine Heirat aber nicht erlauben, raubt er sie mit ihrem Einverständnis und nimmt sie rechtmäßig zur Frau, nachdem er die von ihrem Vater gegen ihn ausgesandten Häscher im Kampf getötet hat. Daran anschließend erzählt das Epos von den Taten, die Digenis berühmt machten und ihm Auszeichnungen durch den Kaiser von Byzanz eintrugen. Den größten Raum nimmt in dieser Erzählung der Kampf des Digenis gegen einen Drachen sowie gegen einen Löwen ein, der seine Frau geraubt hatte, sowie gegen die so genannten Apelaten („Räuber“) und die Amazone Maximos, welche jene entführen wollten. Neben seinen kriegerischen Taten wird auch von zwei Fehltritten des Digenis berichtet: Einmal betrügt er seine Frau mit einem namenlosen arabischen Mädchen, dem er bei einem seiner Abenteuer begegnet; ein anderes Mal mit Maximos nach ihrer Niederlage (in einer abweichenden Handschrift heißt es, dass er Maximos anschließend aus schlechtem Gewissen tötete). Nachdem er sich so großen Ruhm erworben hat, zieht sich Digenis in einen großen Turm zurück, den er sich an den Ufern des Euphrat erbaut hat. Dort stirbt er auch, noch in jungen Jahren, an Erschöpfung. Unmittelbar darauf stirbt vor Trauer auch seine Frau.

## Fortleben

### Vormoderne

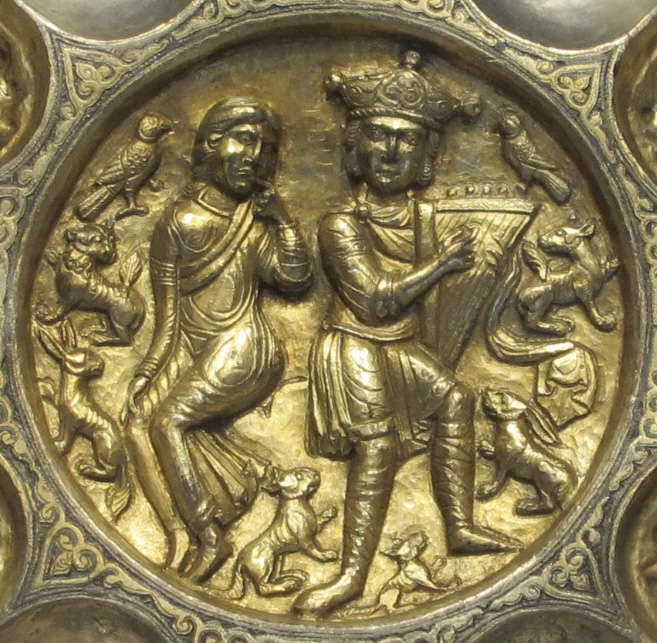
1150–1159, Königreich Kleinarmenien. Digenes Akritas spielt eine Rotte (dreieckiges Psalterium) für seine Frau Eudocia.

Die Gestalt des Digenis lebt in zwei Arten von Volksliedern fort: Die einen thematisieren seinen Brautraub, die anderen seinen Tod. Erstere lassen sich wiederum in zwei Gattungen differenzieren: Nach der einen Tradition entführt Digenis seine Geliebte mit ihrem Einverständnis; nach der anderen wird sie von Sarazenen oder Apelaten geraubt. Zur ersten zählt unter anderem das zypriotische Epos Digenis und die Tochter des Königs Levantis (Ο Διγενής και η κόρη του βασιλιά Λεβάντη): Hier erfährt Digenis, dass der König Levantis seine Tochter mit einem gewissen Ioannakos verheiraten will, den er aber für unebenbürtig und für keinen würdigen Bräutigam hält. Er bietet dem König Gastfreundschaft an, die dieser aber zurückweist. Daraufhin begibt sich Digenis in seinen Palast und spielt dort auf einer magischen Laute. Die Prinzessin verliebt sich in ihn, aber bevor er sie zur Frau nehmen darf, stellt sie ihm eine Aufgabe: Digenis besteht sie, woraufhin das Mädchen ihm folgt. Daraufhin sendet der König ein Heer aus, um die beiden zurückzuholen, aber Digenis schlägt es zurück.
In einem anderen Volkslied heißt es, Digenis sei nicht zur Hochzeit eingeladen worden, da man fürchtete, er würde die Braut rauben.  In anderen Varianten heißt es, Digenis sei plötzlich von einem Vogel abgelenkt worden, der ihm die Frau geraubt habe. zu diesen Liedern gibt es zahlreiche Variationen, in denen oftmals andere Helden an die Stelle des Digenis treten.
Nach der anderen Tradition, die sich eng an das ursprüngliche Epos anschließt, tritt Digenis kurz vor seinem Tod auf und gedenkt im Kreise seiner Kampfgefährten seiner Taten. Daraufhin fragt er seine Frau, was sie tun werde, wenn er tot sei. Da er nicht glaubt, dass sie ihm über den Tod hinaus treu sein werde, erwürgt er sie mit den Händen. In anderen Liedern (z. B. in der fünfzehnsilbigen zyprischen Variante) stirbt Digenis, anders als im Epos, nicht an Kraftlosigkeit, sondern im Kampf mit Charon. In den meisten dieser Handschriften erscheint Digenis nicht nur von übermenschlichen Fähigkeiten, sondern auch von übermenschlichen Körpermaßen.

### Moderne
Als gegen Ende des 19. Jahrhunderts die Akritenlieder entdeckt wurden, galt der Digenis Akritas schnell als nationales Symbol: So taucht er bei Kostis Palamas in seinen Iamben und Anapästen als Symbol der griechischen Volksseele auf, die vom Altertum über das Mittelalter bis ins moderne Griechenland lebendig gewesen sei. Im Dodekalog des Vagabunden wiederum verkörpert er das Gewissen des einfachen Volkes gegenüber der sittlich verfallenen Macht des byzantinischen Kaisers. Bei Angelos Sikelianos wiederum, in dem Gedicht Der erlöste Christus oder Der Tod des Digenis, erscheint Digenis als Rebell, aber auch als Vertreter der Benachteiligten. Schließlich plante Palamas ein Drama Digenis Akritas, was er aber aufgab, während Ioannis Psycharis 1921 ein gleichnamiges Werk ankündigte, was er aber letztlich nicht vollendete. Es existieren auch Belege für ein entsprechend geplantes Epos von Nikos Kazantzakis, in dem Digenis als zeitlose Symbolfigur erscheint, die bei vielen historischen Begebenheiten anwesend ist, von der Eroberung Konstantinopels bis zur Gegenwart.

## Die handschriftlichen Überlieferungsträger
Der Text des Digenis Akritas ist in sechs Handschriften überliefert, die seit 1870 entdeckt wurden:
- der so genannten Escorial-Handschrift mit 1867 Versen (Bibliothek des Escorial), editio princeps: 1911
- der Trapezunt-Handschrift mit 3182 Versen (Kloster Sumela), editio princeps: 1875
- der Androu-Athenischen Handschrift mit 4778 Versen (Griechische Nationalbibliothek, Handschrift Nr. 1074), 1878 entdeckt
- der Kriptoferris-Handschrift mit 3709 Versen (Kloster Grottaferrata), editio princeps: 1892
- der Oxford-Handschrift, einer Bearbeitung von 1670, 1880 entdeckt
- der Androu-Handschrift (Thessaloniki), einer Bearbeitung von 1632.

Es wird angenommen, dass weitere Handschriften existieren, ohne dass diese Annahme bisher belegt wurde.

## Moderne Ausgaben
Synoptische und textkritische Ausgaben
- Βασίλειος Διγενής Ακρίτης και το άσμα του Αρμούρη. Kritische Ausgabe, Vorwort, Anmerkungen & Glossar von Stylianos Alexiou. Hermes, Athen 1985 (Escorial).
- Digenes Akrites. Synoptische Ausgabe der ältesten Versionen. Hrsg. v. Erich Trapp. Wien 1971, ISBN 3-205-03157-1.
- Βασίλειος Διγενής Ακρίτας. Τα έμμετρα κείμενα Αθηνών. Hrsg. v. Petros Kalonaros. Dimitrakou, Athen 1941 (Androu, auch Trapezunt, Kriptoferris und Escorial).
- Les Exploits de Digenis Akritas – épopée byzantine du dixieme siècle. Publiée pour la première fois d’apres le manuscrit unique de Trébizonde par C. Sathas et É. Legrand. Maisonneuve, Paris 1875, (online) (Trapezunt).

Ausgaben mit Übersetzungen
- Digenis Akritis. The Grottaferrata and Escorial Versions. Edited and translated by Elizabeth Jeffreys. Cambridge University Press, Cambridge 1998.
- David Ricks: Byzantine Heroic Poetry. Bristol Classical Press, Bristol 1990, ISBN 1-85399-124-4 (Ausgabe der Escorial-Version des Digenes Akrites und der Lieder von Armouris mit Übersetzung und Anmerkungen).
- Digenes Akrites. Edited with an introduction, translation and commentary by John Mavrogordato. Oxford 1956, (online), (Kriptoferris).

Übersetzungen
- Digenis Akritis. Das Epos des griechischen Mittelalters oder der unsterbliche Homer. In deutsche Reime übertragen von Georg Wartenberg. Verlag der Byzantinisch-neugriechischen Jahrbücher, Athen 1936 (Texte und Forschungen zur byzantinisch-neugriechischen Philologie, Nr. 19).